# Dumitru Mihalache
Dumitru Mihalache (n. 1948) este un fizician român, membru corespondent al Academiei Române din 2014.